# Иваново (Петушинский район)
Иваново — деревня в Петушинском районе Владимирской области России. Входит в состав Нагорного сельского поселения.

## География
Расположена на берегу реки Вольги (приток рееки Клязьмы) в 6 км на северо-восток от города Покрова и в 18 км на северо-запад от районногоцентра города Петушки.

## История

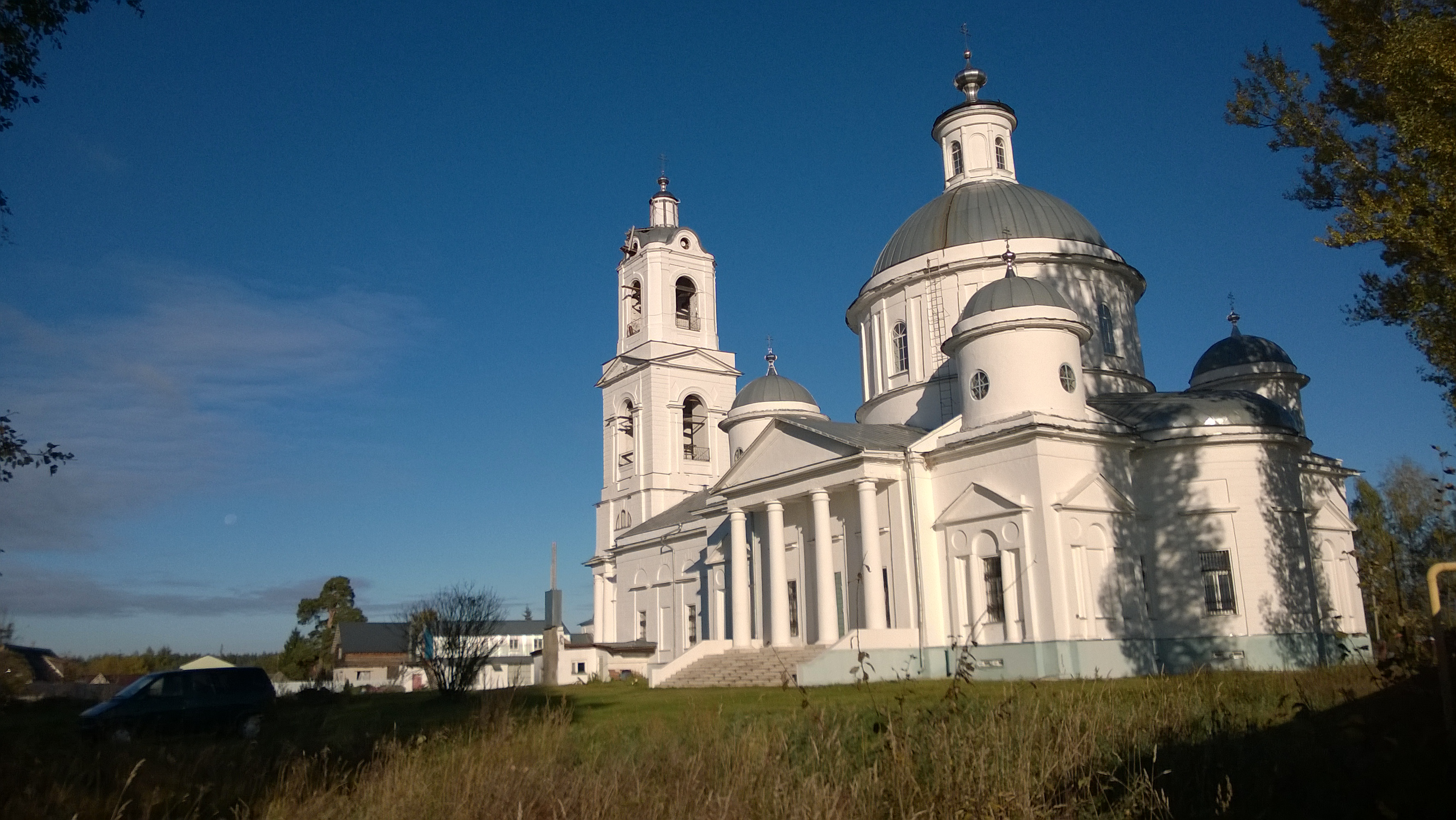
Храм Тихвинской иконы Божией Матери (1816) в 2015 году

Село Ивановское называлось Ивановским-Прозоровских, потому что с XVII века оно было вотчиной князей Прозоровских, которые владели им 185 лет. Сельцо сначала было дворцовым, в 1624 году пожаловано царём Михаилом Фёдоровичем боярину, князю Семёну Васильевичу Прозоровскому «за тихвинское осадное сидение», то есть за защиту от шведов города Тихвина и Тихвинского монастыря в 1613 году. Князь умер в 1660 году, перед смертью приняв монашество в Тихвинском Успенском Богородицком монастыре. Село перешло к его сыну, боярину, князю Петру Семёновичу Меньшому Прозоровскому. После него селом владел сын, боярин, князь Никита Петрович Прозоровский, женатый на княжне Марии Михайловне Голицыной. Ему наследовал сын, князь Александр Никитич. Он был отцом следующего владельца, генерал-фельдмаршала, князя Александра Александровича Прозоровского (1732-1809), который участвовал в Семилетней войне, а во время Русско-турецкой войны 1768-1774 гг. — в покорении Крыма, с 1780 года управлял Орловско-Курским наместничеством, в 1790 году был назначен главнокомандующим в Москве и сенатором. В новую Русско-турецкую войну, начавшуюся в 1808 году, князь, назначенный главнокомандующим армией, уже очень больной, умер в своём лагере. Он начал строительство ныне существующей каменного храма в честь Тихвинской иконы Божией Матери. Сначала была выстроена отапливаемая трапезная с престолами Живоначальной Троицы (освящёна в 1815 году) и святителя Николая (1816). Главный престол освящён в 1835 году. Находившаяся в храме древняя икона Божией Матери Тихвинской почиталась окрестными жителями чудотворной. До начала XIX века в селе стоял построенный в середине XVII века деревянный храм Живоначальной Троицы с приделами Пресвятой Богородицы Одигитрии и святителя Николая, упоминаемый в документах впервые в 1654 году. В 1794 году построена кладбищенская деревянная церковь Казанской иконы Божией Матери. С 1887 года в селе существовала церковноприходская школа. В советское время богато украшенный храм закрыт и разграблен. В 1990-х годах обветшавшее здание передано общине верующих. Храм восстанавливается.
В конце XIX — начале XX века село входило в состав Покров-Слободской волости Покровского уезда.
С 1929 года деревня являлась центром Ивановского сельсовета Петушинского района, в 1945 — 1960 годах деревня входила в Покровский район, с 2005 года — в составе Нагорного сельского поселения.

## Население
| 1859 | 1905 | 1926 | 2002 | 2010 | 2021 |
| ---- | ---- | ---- | ---- | ---- | ---- |
| 331  | ↘218 | ↘215 | ↘91  | ↗94  | ↗194 |

## Достопримечательности
Находится действующий Храм Тихвинской иконы Божией Матери (1816).